# ناصر دمج
ناصر سليمان أمين دمج (1966-2024) كاتب وباحث ومؤرخ فلسطيني وأسير محرر، متخصص في الصراع العربي الإسرائيلي والأسرى الفلسطينيين، له عدة مقالات وأبحاث، وشغل عدة مناصب إدارية منها: مدير دائرة العلاقات الخارجية والنشاطات في المكتبة الوطنية الفلسطينية ومدير مديرية وزارة الثقافة في محافظة جنين من عام 1995 الى 1999، وفي عام 2000 ولفترة قصيرة عمل كمستشار وزير الزراعة للشؤون الإعلامية ومدير عام الهيئة العامة للأمن القومي من عام 2003 الى 2006 عمل مع الطواقم الفنية المساندة للوفد الفلسطيني المفاوض من الاورينت هاوس في القدس من 1991 الى 1993 توفى في 2 يونيو 2024

## حياته
في 27 أغسطس 1966 ولد ناصر في مدينة جنين لأسرة تسكن مخيم جنين، ترجع أصوله الى مدينة حيفا التي هُجرت أسرته منها عقب النكبة الفلسطينية عام 1948، حيث كان يعمل والده هناك في البناء، لديه 17 شقيق وترتيبه السادس بينهم ،حصل على بكالوريوس في العلوم السياسية والإعلام من جامعة النجاح الوطنية.
في 1982 أعتقل ناصر لأول مرة وكان في عمر ال16 عامًا وأعتقل بعدها عدة مرات من قبل جيش الاحتلال الإسرائيلي، في شهر نوفمبر 1993 كان من بين مجموعة مختارة للتدريب في الإذاعة والتليفزيون في التلفزيون الأردني كمبادرة تعاونية مع السلطة الفلسطينية استعدادا لتأسيس هيئة الإذاعة والتلفزيون الفلسطينية، وفي عمان قابل مسؤول ليعرض عليه كتابه "أنصار شاهد على عصر الجريمة” الذي كان قد كتبه وأخرجه معه عند خروجه من المعتقل في أواخر 1989 كان الكتاب يتحدث عن تجربة الأسرى الإداريين في معتقل النقب الصحراوي الى تاريخ الافراج عنه، وعن إستشهاد أسعد الشوا وبسام السمودي، رفض المسؤول فكرة الكتاب لإعتراضه عن محتواه مدعي احتمالية تسبب الكتاب في عقبات مع الجانب الإسرائيلي أثناء جريان اتفاقية أوسلو ليتجه بعدها الى المدير العام لمؤسسة الرأي الأردنية وتتم الموافقة على اصدار الكتاب، نُشر الكتاب في 23 نوفمبر 1993 في جريدة الرأي

## مناصبه
عمل في مجال الإعلام كمُعد ومنتج برامج تلفزيونية ووثائقية ومراسل في إذاعة صوت فلسطين في محافظة جنين ومحرر رئيس في هيئة الإذاعة والتلفزيونية الفلسطينية منذ عام 1994 الى عام 1995 ومدير مؤسسة الأثير للأبحاث والدراسات الإعلامية في جنين في 1991، أما مع حركة فتح فاشغل منصب مدير في مرجعية حركة فتح من عام 2001 الى 2003 وعمل في مكتب التعبئة والتنظيم التابع لحركة فتح وكذلك كان مديراً لوحدة الدراسات والأبحاث في نادي الأسير الفلسطيني وباحث في مركز دراسات الأسرى في جامعة القدس، أسس المقر العام لحركة فتح في الضفة الغربية 2003، كان مدير عام المقر الموحد لحركة فتح في الضفة الغربيه من 2004 الى 2006 ورئيس وحدة الأبحاث في مركز أبو جهاد لشؤون الحركة الأسيرة في جامعة القدس من2011 الى 2014

## مؤلفاته
لدى ناصر مجد عدة أبحاث وكتب ودراسات كما شارك في عمل احصاءات من تلك الكتب:-
- كتاب معتقل أنصار شاهد على عصر الجريمة
- كتاب من قلب الحصار
- كتاب تحولات منهجية في مسار الصراع العربي الإسرائيلي
- الصارخون حتى الصمت
- معضلات إستراتيجية
- الكاتب والمحرر الرئيس لموسوعة "تجارب الأسرى الفلسطينيين والعرب"

أما في الدراسات منها:-
- معضلة الهيمنة الغربية على العالم العربي ونذر تقسيمه من جديد
- المعضلة الباكستانية
- اليمن من الفشل الداخلي إلى الاستحواذ الخارجي
- معضلة الإدراك العربي لأسس البناء القومي الحديث
- معضلة الكفاح الوطني الفلسطيني
- معضلة التنمية البشرية المستدامة في فلسطين
- معضلة الكفاح الوطني الفلسطيني

وفي التقارير البحثية:-
- إعداد التقرير السنوي لمؤسسة مانديلا لحقوق الإنسان 2008
- إعداد التقرير السنوي لمتحف أبو جهاد لشؤون الحركة الأسيرة- جامعة القدس 2010
- إعداد التقرير السنوي لمتحف أبو جهاد لشؤون الحركة الأسيرة- جامعة القدس 2011
- إعداد التقرير السنوي لمتحف أبو جهاد لشؤون الحركة الأسيرة- جامعة القدس 2012
- الكاتب والمحرر الرئيس لموسوعة تجارب الأسرى الفلسطينيين والعرب، جامعة القدس 2014
- إعداد التقرير السنوي لاتحاد نقابات عمال فلسطين 2013